# Church of Ireland
Die Church of Ireland (irisch Eaglais na hÉireann, Aussprache: /ˈagləʃ nə ˈheːrʲən/) ist eine Mitgliedskirche der Anglikanischen Gemeinschaft auf der Insel Irland. Sie zählt etwa 390.000 Gläubige – also wesentlich weniger als die katholische Kirche –, von denen rund zwei Drittel in Nordirland leben. Bei der Volkszählung 2022 in der Republik Irland bezeichneten sich 2,5 % der Bevölkerung als Anglikaner (siehe Religionen in Irland). In Nordirland ergab die Volkszählung 2021 einen Anteil der Anglikaner von 11,55 % (siehe Religionen in Nordirland).

## Organisation

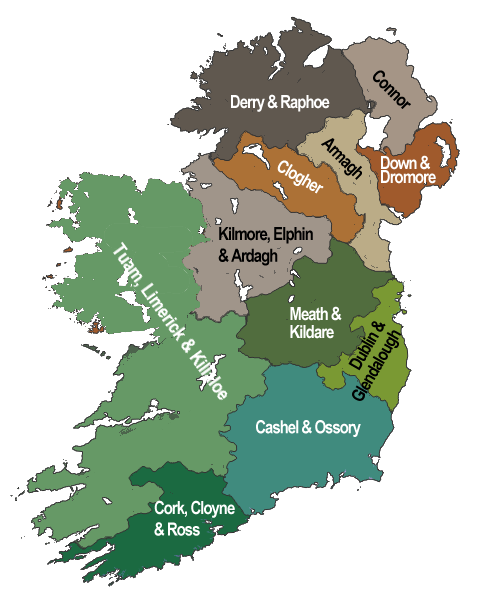
Diözesen der Church of Ireland

Die Kirche umfasst zwei Kirchenprovinzen:

### Kirchenprovinz Armagh
Die erste ist die anglikanische Kirchenprovinz Armagh, die auch der Sitz des anglikanischen Primas von ganz Irland ist, mit den Diözesen:
| Wappen                                    | Diözese                                                     | Kathedrale                                               | Kathedrale | Lage der Diözesen auf der Insel | Webseite             |
| ----------------------------------------- | ----------------------------------------------------------- | -------------------------------------------------------- | ---------- | ------------------------------- | -------------------- |
|                                           | Diözese Armagh                                              | St Patrick’s Cathedral, Armagh                           |            |                                 | armagh.anglican.org  |
|                                           | Diözese Clogher (County Tyrone)                             | St Macartan’s Cathedral, Clogher                         |            |                                 | clogher.anglican.org |
| St Macartin’s Cathedral, Enniskillen      | Diözese Clogher (County Tyrone)                             |                                                          |            |                                 | clogher.anglican.org |
|                                           | Diözese Connor                                              | Christ Church Cathedral, Lisburn                         |            |                                 | connordiocese.org.uk |
| St Anne’s Cathedral, Belfast              | Diözese Connor                                              |                                                          |            |                                 | connordiocese.org.uk |
|                                           | Diözese Derry und Raphoe (Counties Londonderry und Donegal) | St Columb’s Cathedral, Derry                             |            |                                 | derryandraphoe.org   |
| St Eunan’s Cathedral, Raphoe              | Diözese Derry und Raphoe (Counties Londonderry und Donegal) |                                                          |            |                                 | derryandraphoe.org   |
|                                           | Diözese Down und Dromore (Counties Down und Tyrone)         | Cathedral of the Holy and Undivided Trinity, Downpatrick |            |                                 | downanddromore.org   |
| Cathedral of Christ the Redeemer, Dromore | Diözese Down und Dromore (Counties Down und Tyrone)         |                                                          |            |                                 | downanddromore.org   |
|                                           | Diözese Kilmore, Elphin und Ardagh                          | St Fethlimidh’s Cathedral, Kilmore                       |            |                                 | dkea.ie              |
| St John the Baptist Cathedral, Sligo      | Diözese Kilmore, Elphin und Ardagh                          |                                                          |            |                                 | dkea.ie              |

### Kirchenprovinz Dublin
Die zweite ist die anglikanische Kirchenprovinz Dublin, Sitz des anglikanischen Primas der Republik Irland mit den Diözesen
| Wappen                                | Diözese                                                                         | Kathedrale                        | Kathedrale | Lage der Diözesen auf der Insel | Webseite            |
| ------------------------------------- | ------------------------------------------------------------------------------- | --------------------------------- | ---------- | ------------------------------- | ------------------- |
|                                       | Diözese Dublin und Glendalough                                                  | Christ Church Cathedral, Dublin   |            |                                 | dublin.anglican.org |
|                                       | Diözese Cashel und Ossory                                                       | St. John’s Cathedral, Cashel      |            |                                 | cashel.anglican.org |
| Christ Church Cathedral, Waterford    | Diözese Cashel und Ossory                                                       |                                   |            |                                 | cashel.anglican.org |
| St. Carthage’s Cathedral, Lismore     | Diözese Cashel und Ossory                                                       |                                   |            |                                 | cashel.anglican.org |
| St. Canice’s Cathedral, Kilkenny      | Diözese Cashel und Ossory                                                       |                                   |            |                                 | cashel.anglican.org |
| Ferns Cathedral, Ferns                | Diözese Cashel und Ossory                                                       |                                   |            |                                 | cashel.anglican.org |
| St Laserian’s Cathedral, Old Leighlin | Diözese Cashel und Ossory                                                       |                                   |            |                                 | cashel.anglican.org |
|                                       | Diözese Cork, Cloyne und Ross                                                   | Saint Fin Barre’s Cathedral, Cork |            |                                 | cork.anglican.org   |
| Cathedral of St. Fachtna, Rosscarbery | Diözese Cork, Cloyne und Ross                                                   |                                   |            |                                 | cork.anglican.org   |
| St. Colman’s Cathedral, Cloyne        | Diözese Cork, Cloyne und Ross                                                   |                                   |            |                                 | cork.anglican.org   |
|                                       | Diözese Meath und Kildare                                                       | St Patrick’s Cathedral, Trim      |            |                                 | meathandkildare.org |
| Cathedral of St. Brigid, Kildare      | Diözese Meath und Kildare                                                       |                                   |            |                                 | meathandkildare.org |
|                                       | Diözese Tuam, Limerick und Killaloe (Counties Clare, Galway, Limerick und Mayo) | St. Mary’s Cathedral, Tuam        |            |                                 | tlk.ie/             |
| St. Patrick’s Cathedral, Killala      | Diözese Tuam, Limerick und Killaloe (Counties Clare, Galway, Limerick und Mayo) |                                   |            |                                 | tlk.ie/             |
| St Mary’s Cathedral, Limerick         | Diözese Tuam, Limerick und Killaloe (Counties Clare, Galway, Limerick und Mayo) |                                   |            |                                 | tlk.ie/             |
| Cathedral of St. Flannan, Killaloe    | Diözese Tuam, Limerick und Killaloe (Counties Clare, Galway, Limerick und Mayo) |                                   |            |                                 | tlk.ie/             |
| Cathedral of St Brendan, Clonfert     | Diözese Tuam, Limerick und Killaloe (Counties Clare, Galway, Limerick und Mayo) |                                   |            |                                 | tlk.ie/             |

Ihre höchste Instanz ist die Generalsynode, die der Representative Church Body (RCB) als ständiges Organ unterhält. Dieser gehören die 12 Bischöfe dieser Kirche, 12 vom Klerus gewählte Mitglieder, 24 durch die Diözesen gewählte Laienvertreter und 12 vom RCB berufene Mitglieder an.

## Geschichte
Im Jahre 1536 brach König Heinrich VIII. von England mit dem Papsttum und daher mit der katholischen Kirche. Da Heinrich sich 1541 auch als König von Irland krönen ließ, gehörte Irland ab dieser Zeit per Personalunion auch formal zu England. Als Schwesterkirche der neu gegründeten Church of England entstand unter seinen Nachfolgern die Church of Ireland. In den folgenden Jahrzehnten gingen sämtliche Kirchen und Kathedralen Irlands in ihren Besitz über. Zudem wurde eine Vielzahl von Klöstern geschleift. Von der nun einsetzenden politischen, sozialen und kulturellen Dominanz der Protestanten in Irland profitierte die Church of Ireland in hohem Maße. Insbesondere nach Erlass der Strafgesetze (Penal Laws) gegen die katholische Kirche und die protestantischen Freikirchen in den 1690er Jahren wurde die Church of Ireland beinahe zur einzigen Kirche in Irland, die uneingeschränkt arbeiten und bauen konnte. Da diese Strafgesetze auch in England und Wales galten, entsprach ihre Stellung damit etwa der der Church of England dort. Infolge der Union von 1800 zwischen Großbritannien und Irland kam es vorübergehend auch zur Vereinigung der beiden Staatskirchen. Anders als in England widersetzte sich die autochthone irische Bevölkerung jedoch mit großer Mehrheit der kirchlichen Suprematie der englischen Könige und blieb trotz des anglikanischen Pfarrzwangs der katholischen Untergrundkirche treu.
Als mittelbare Folge der katholischen Emanzipation wurde die bis dahin herausragende Stellung der Church of Ireland aufgeweicht. Diese wurde mit dem Irish Church Act 1869 aus dem Etat der Church of England herausgenommen, das Gesetz trat am 1. Januar 1871 in Kraft. Gleichzeitig verlor sie ihren offiziellen Status als Staatskirche. Abgeschafft wurde die bisherige Finanzierung der Kirche durch Abgabe von Zehnten, die alle Bürger Irlands betraf, es mussten vormals auch Katholiken und Mitglieder von Freikirchen den Zehnten an die anglikanische Church of Ireland entrichten. Die Irish Church sandte seit jener Zeit auch keine Mitglieder mehr zum House of Lords. Die im Jahre 1922 erfolgte Teilung der Insel Irland in die Republik Irland und das weiterhin mit Großbritannien staatsrechtlich verbundene Nordirland hatte auf die Church of Ireland in organisatorischer Hinsicht keinen direkten Einfluss; sie ist nach wie vor für ganz Irland zuständig.

## AnglikanischeChurch of Irelandheute
Die Church of Ireland ist Mitglied der Porvoo-Gemeinschaft und hat mit diesen Kirchen volle Kirchengemeinschaft vereinbart. Als eine der ersten anglikanischen Kirchen erlaubte sie 1991 die Frauenordination. Aufgrund ihrer jahrhundertelangen dominanten Stellung in Irland gehören in vielen irischen Städten die größten und imposantesten, vor 1800 gebauten, Kirchen und Kathedralen noch heute der Church of Ireland, während die katholische Kirche im 19. Jahrhundert neue Bauten errichtete. Wegen des relativ geringen Anteils von Anglikanern an der Gesamtbevölkerung sind diese eigentlich zu großen Kirchen bei Gottesdiensten selten gut gefüllt.
Erzbischof von Dublin und Bischof von Glendalough ist seit 2011 Michael Jackson.
Im September 2013 wurde  mit Pat Storey, der neuen Leiterin der Diözese Meath and Kildare, erstmals in der Geschichte der Church of Ireland eine Frau in ein Bischofsamt gewählt.